# Gothai porcelán
A gothai porcelán az 1757 és 1834 között működött türingiai porcelánmanufaktúra termékeinek gyűjtőneve. Kis ét- és reggelizőkészletek ismertek, amiket kitűnő alapanyagból készítettek és finom festéssel láttak el. A gothai porcelánfigurák kevésbé jelentősek, többnyire biszkvitek.